# A Chef in Love
A Chef in Love (Shekvarebuli kulinaris ataserti retsepti) è un film del 1996 diretto da Nana Džordžadze.
Nominato all'Oscar al miglior film straniero, è stato presentato nella Quinzaine des Réalisateurs del 49º Festival di Cannes.

## Trama
Il film narra la storia di un chef francese residente in Georgia di nome Pascal Ichak,  sullo sfondo della Georgia degli inizi del XX secolo e del periodo dell'indipendenza georgiana.

## Riconoscimenti
- Miglior attore al Festival di Karlovy Vary del 1996: Pierre Richard